# Liberación de San Pedro
La liberación de San Pedro (en italiano, La liberazione di San Pietro) es un fresco del artista Rafael Sanzio. Fue pintado en 1514.
Tiene una anchura en la base de 660 cm. Es uno de los frescos de la Sala de Heliodoro (Stanza di Eliodoro), una de las habitaciones que hoy en día son conocidas como las estancias de Rafael, ubicadas en el Palacio Apostólico de la Ciudad del Vaticano y que forman parte de los Museos Vaticanos. 
Está en una de las paredes de la estancia que tiene una ventana.
Representa la liberación de San Pedro de la cárcel de Agripa I el Grande (10 a. C.-44DC), al que el Nuevo Testamento llama Herodes, por un ángel, tal como está narrada en los Hechos de los Apóstoles, capítulo 12:7-10. Al mismo relato se consagró la basílica de San Pietro in Vincoli, iglesia de la que había sido cardenal titular el Papa Julio II. Fue en esa misma iglesia en la que el Papa dio las gracias después de haber expulsado a los franceses de Italia (1512).
Se relata en tres escenas distintas: en el centro se ve al ángel despertar al santo y romper sus cadenas, mientras los soldados no pueden hacer nada por evitarlo; a la derecha cómo escapan ambos mientras los soldados están dormidos, y en la izquierda los soldados que se despiertan para perseguirlos. San Pedro tiene las facciones del papa Julio II. Con ello se pretende representar la milagrosa protección concedida por Dios a la Iglesia amenazada la persona del pontífice. 
Destaca de este fresco la luz: débil aquella de la luna y resplandeciente la del ángel, que se suma a aquella natural que proviene de la ventana (real) inferior.

## Galería

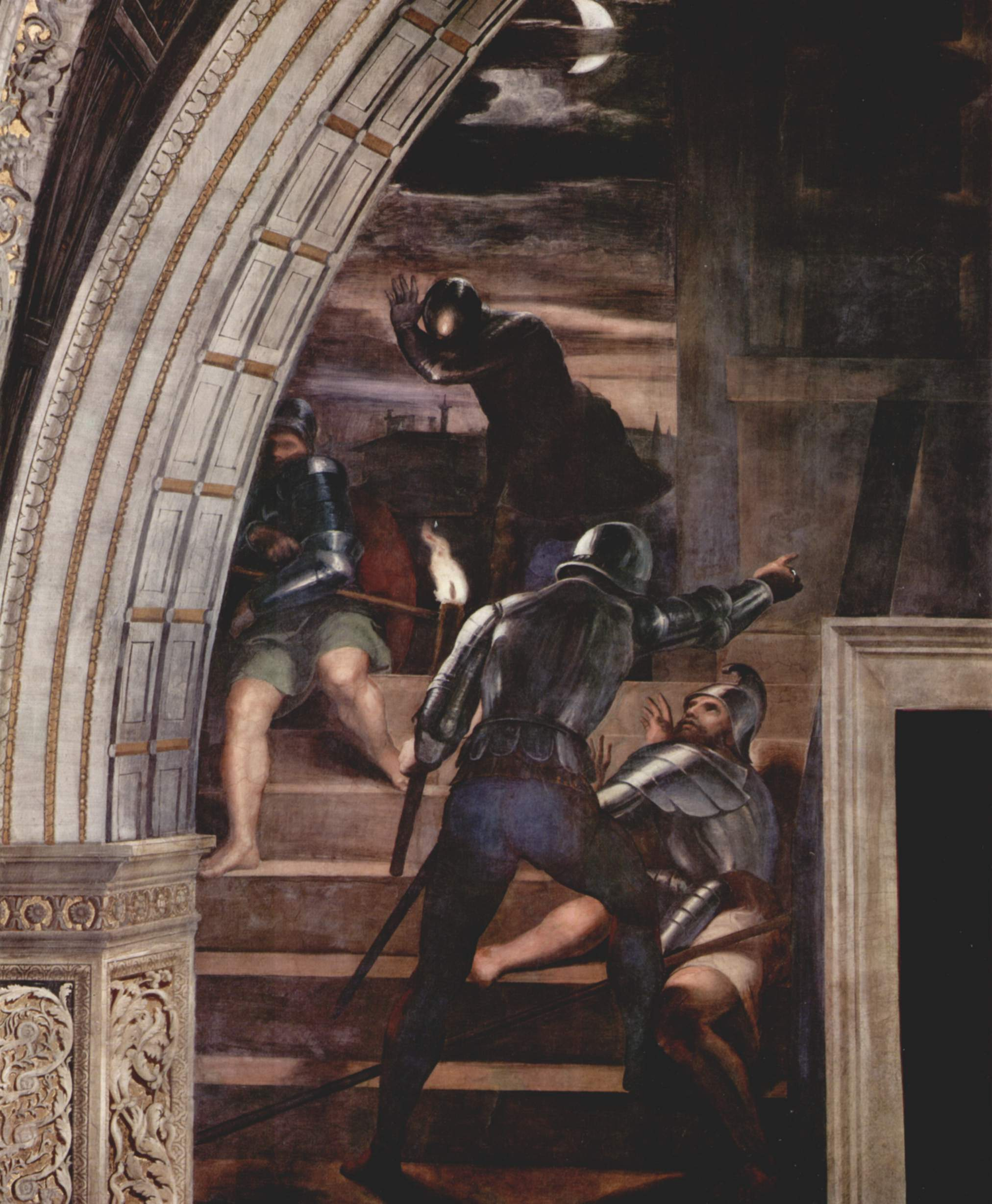
La parte izquierda.
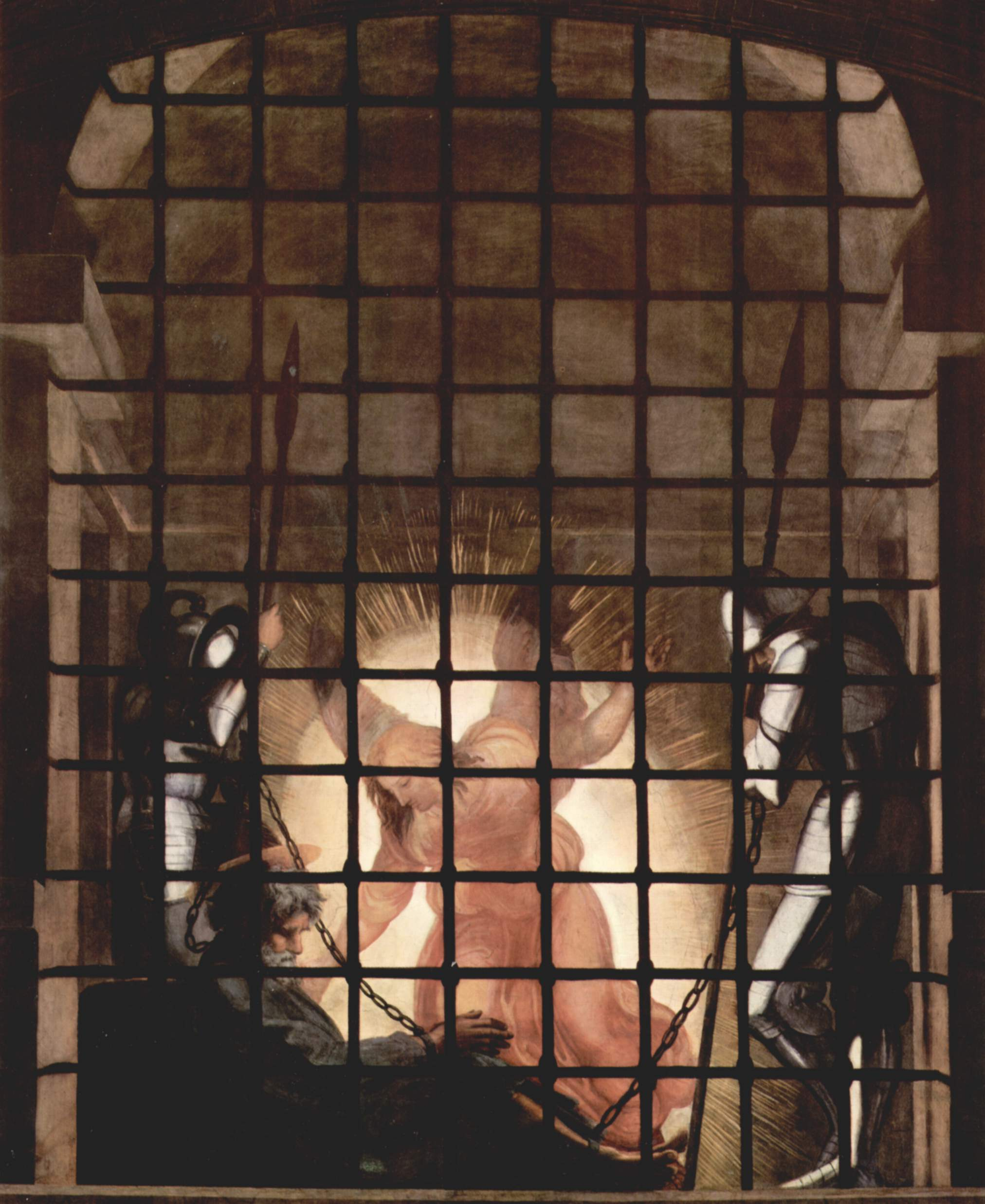
La parte central.
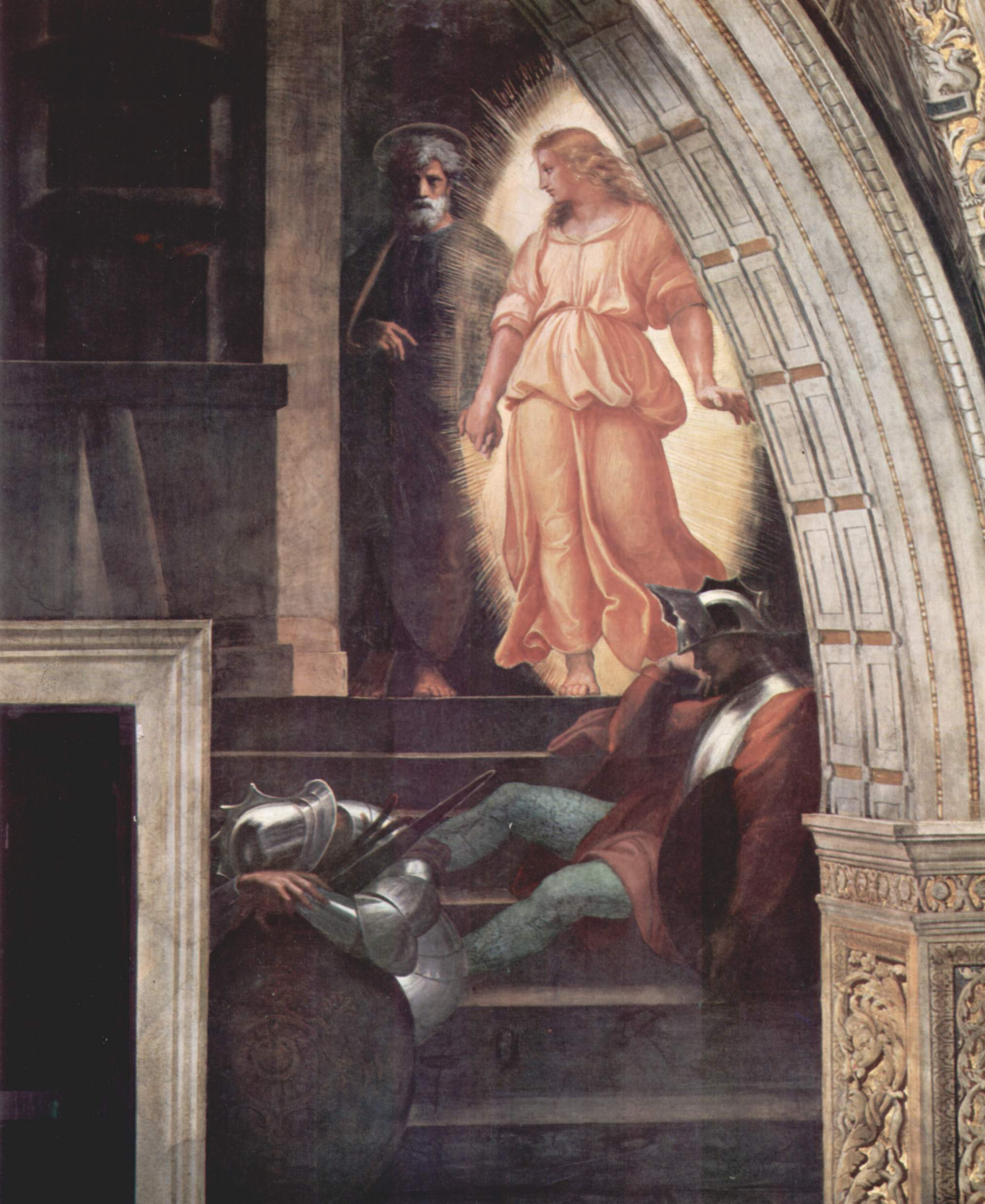
La parte derecha.